# Ischioloncha lineata
Ischioloncha lineata är en skalbaggsart som beskrevs av Bates 1885. Ischioloncha lineata ingår i släktet Ischioloncha och familjen långhorningar.
Artens utbredningsområde är:
- Costa Rica.
- Guatemala.

Inga underarter finns listade i Catalogue of Life.